# Amanda Spratt
Amanda Spratt (født 17. september 1987 i Penrith) er en cykelrytter fra Australien, der kører for Lidl-Trek.